# Suliane Brahim
Pour les articles homonymes, voir Brahim (homonymie).
Suliane Brahim, née le 1er avril 1978 à Chartres, est une actrice française. Pensionnaire de la Comédie-Française depuis 2009, elle a été nommée sociétaire de cette institution à compter du 1er janvier 2016.

## Biographie
Son père est d'origine marocaine mais son prénom est breton comme l'est sa mère. Elle passe son enfance et son adolescence à Bourges, où elle obtient un bac option théâtre.
Puis elle enchaîne à la fois des études de lettres à l'Institut national des langues et civilisations orientales, où elle étudie le swahili, souhaitant à l'époque travailler dans l'humanitaire, et de théâtre à l'École nationale supérieure des arts et techniques du théâtre à partir de 1998.
À 20 ans, elle travaille au bar du foyer du public de la Comédie-Française (Foyer Pierre-Dux). À partir de 1996, elle joue ses premières pièces importantes. Elle devient pensionnaire de la Comédie-Française le 7 mai 2009, sociétaire à compter du 1er janvier 2016 et membre titulaire du comité d'administration le 27 décembre 2023.

## Théâtre

### Comédie-Française
- 2009 : La Grande Magie d'Eduardo De Filippo, mise en scène par Dan Jemmett : Amelia Recchia et Rose Intrugli
- 2009 : L'Avare de Molière, mis en scène par Catherine Hiegel : Élise
- 2010 : Le Bruit des os qui craquent de Suzanne Lebeau, mis en scène par Anne-Laure Liégeois, au Studio-Théâtre
- 2010 : Burn Baby Burn de Carine Lacroix, mis en scène par Anne-Laure Liégeois, au Studio-Théâtre
- 2010 : L'Illusion comique de Corneille, mise en scène par Galin Stoev : Isabelle
- 2010 : Andromaque de Racine, mise en scène Muriel Mayette : Cléone
- 2011 : La Maladie de la famille M. de Fausto Paravidino, mise en scène de l'auteur, Théâtre du Vieux-Colombier : Maria
- 2011 : On ne badine pas avec l'amour d'Alfred de Musset : Rosette
- 2011 : Le Jeu de l'amour et du hasard de Marivaux, mise en scène Galin Stoev, Comédie-Française au Cent Quatre : Lisette
- 2011 : Andromaque de Racine, mise en scène Muriel Mayette, Théâtre antique d'Orange, Salle Richelieu : Cléone
- 2012 : Peer Gynt de Henrik Ibsen, mise en scène Éric Ruf, Salon d'Honneur du Grand Palais : Solveig
- 2012 : Dom Juan ou le Festin de Pierre de Molière, mise en scène Jean-Pierre Vincent, Théâtre Éphémère : Elvire
- 2014 : Cabaret Barbara de Barbara, mise en scène Béatrice Agenin, Studio-Théâtre
- 2015 : Lucrèce Borgia de Victor Hugo, mise en scène Denis Podalydès, Salle Richelieu : Gennaro
- 2015 : Roméo et Juliette de William Shakespeare, mise en scène Éric Ruf, Salle Richelieu : Juliette
- 2016 : Nadia C. de  Chloé Dabert (d'après La Petite Communiste qui ne souriait jamais de Lola Lafon), mise en scène Chloé Dabert, Centquatre-Paris[6]
- 2017 : La règle du jeu de Jean Renoir, mise en scène Christiane Jatahy, Salle Richelieu : Christine de la Chesnaye
- 2018 : J'étais dans ma maison et j'attendais que la pluie vienne de Jean-Luc Lagarce, mise en scène Chloé Dabert : L'Aînée[7]
- 2019 : Electre / Oreste d'Euripide, mise en scène de Ivo Van Hove, Salle Richelieu
- 2021 : Les Démons de Fiodor Dostoïevski, mise en scène Guy Cassiers, Salle Richelieu
- 2021 : En attendant les barbares de J. M. Coetzee, mise en scène Camille Bernon et Simon Bourgade, Théâtre du Vieux-Colombier
- 2023 : Médée d'Euripide, mise en scène Lisaboa Houbrechts, Salle Richelieu
- 2024 : Macbeth de William Shakespeare, mise en scène Silvia Costa, Salle Richelieu
- 2024 : Les Démons de Fiodor Dostoïevski, mise en scène Guy Cassiers, Salle Richelieu
- 2024 : Le Soulier de satin de Paul Claudel, mise en scène Éric Ruf, Salle Richelieu

### Hors Comédie-Française
- 1996 : Le Fusil de chasse de Yasushi Inoue, mis en scène de Martine Logier, à la Comédie de Saint-Étienne
- 2000 : Les Possibilités d’Howard Barker, mis en scène par Jerzy Klesyk, au Théâtre de la Tempête.
- 2001 : Le Retour au désert de Bernard-Marie Koltès, mis en scène par Thierry de Peretti, au Théâtre de la Bastille
- 2003 : Le Malade imaginaire de Molière, mis en scène par Philippe Adrien : Angélique
- 2005 : La Jeune Fille, le Diable et le Moulin d'Olivier Py, mise en scène François Orsoni, Création à Bastia (tournée en Corse : Pietrosella, Quasquara, Cutoli, la Porta, Corbara, Pietralba; Le Kallisté - Ajaccio, mai 2006, Théâtre du Jeu de paume - Aix en Provence, mars 2006).
- 2006 : Barbe-Bleue, espoir des femmes de Dea Loher, mise en scène François Orsoni au Théâtre Kallisté Ajaccio, en coproduction avec le théâtre international Merlin (Budapest) et la Ménagerie de Verre (Paris).
- 2007 : Le Gars de Marina Tsvetaïeva, mis en scène par Vladimir Pankov au Centre Meyerhold de Moscou
- 2009 : Jean la Chance de Bertolt Brecht, mis en scène par François Orsoni au Théâtre de la Bastille

## Filmographie

### Cinéma
- 2013 : Ouf de Yann Coridian : Soraya
- 2013 : Doutes d'Yamini Lila Kumar : Albertine Langlois
- 2014 : Libre et assoupi de Benjamin Guedj : Valentine Caillou
- 2019 : Hors normes d'Olivier Nakache et Éric Toledano : inspectrice IGAS
- 2020 : La Nuée de Just Philippot : Virginie
- 2023 : Je verrai toujours vos visages de Jeanne Herry : Fanny
- 2023 : Acide de Just Philippot : Karin
- 2024 : Rien ni personne de Gallien Guibert : Valérie
- 2024 : Le Fil de Daniel Auteuil : Maître Judith Goma

### Courts métrages
- 2003 : La Fiancée[8]  de Nathalie Najem : La copine qui rit
- 2011 : Ernest (45)[9] de Céline Savoldelli : La femme qui témoigne
- 2015 : La Couille[10] de Emmanuel Poulain-Arnaud : Valérie

### Télévision
- 2010 : L'Illusion comique  de Mathieu Amalric : Isabelle, fille de Géronte
- 2013 : Ça ne peut pas continuer comme ça de Dominique Cabrera :  Constance
- 2013 : Meurtre en trois actes de Claude Mouriéras : Julie Strozzi
- 2014 : Que d'amour ![11] de Valérie Donzelli adaptation du Jeu de l’amour et du hasard : Lisette
- 2015 : Dom Juan & Sganarelle[12] de Vincent Macaigne : Elvire
- 2017 : Zone blanche de Julien Despaux et Thierry Poiraud - série France 2 créée par Mathieu Missoffe[13] : Major Laurène Weiss.
- 2019 : Mouche de Jeanne Herry : Louise
- 2024 : Les enfants sont rois de Sébastien Marnier (série Disney+) : Salomé
- 2025 : lecture du Journal d'Anne Frank dans le docufiction Anne Frank, journal d'une adolescente du réalisateur Alexandre Moix[14].

## Doublage

### Films
- 2014 : Winter Sleep : Nihal (Melisa Sözen)
- 2022 : Armageddon Time : Esther Graff (Anne Hathaway)
- 2022 : R.M.N. : Csilla Szabo (Judith State)

### Films d'animation
- 2016 : Le Garçon et la Bête : Kyūta (enfant)
- 2018 : Miraï, ma petite sœur : Miraï (de l'avenir)

## Distinctions

### Décorations
- Chevalière de l'ordre national du Mérite (2023)[15]
- Chevalière de l'ordre des Arts et des Lettres (2020)[16]

### Récompense
- Festival international du film fantastique de Catalogne 2020 : Prix de la meilleure actrice[17]